# Gran Premio del Belgio 1956
Il Gran Premio del Belgio 1956 fu la quarta gara della stagione 1956 del Campionato mondiale di Formula 1, disputata il 3 giugno sul Circuito di Spa-Francorchamps.
La manifestazione vide la prima vittoria in carriera di Peter Collins su Ferrari, seguito dal belga Paul Frère, sempre su Ferrari e dalla Maserati condivisa tra Stirling Moss e Cesare Perdisa.

## Qualifiche
| Pos | N° | Pilota              | Auto               | Squadra                   | Tempo  | Distacco |
| --- | -- | ------------------- | ------------------ | ------------------------- | ------ | -------- |
| 1   | 2  | Juan Manuel Fangio  | Ferrari-Lancia D50 | Scuderia Ferrari          | 4:09.8 | -        |
| 2   | 30 | Stirling Moss       | Maserati 250F      | Officine Alfieri Maserati | 4:14.7 | +4.9     |
| 3   | 8  | Peter Collins       | Ferrari-Lancia D50 | Scuderia Ferrari          | 4:15.3 | +5.5     |
| 4   | 32 | Jean Behra          | Maserati 250F      | Officine Alfieri Maserati | 4:16.7 | +6.9     |
| 5   | 4  | Eugenio Castellotti | Ferrari-Lancia D50 | Scuderia Ferrari          | 4:16.7 | +6.9     |
| 6   | 10 | Harry Schell        | Vanwall VW1        | Vandervell Products Ltd.  | 4:19.0 | +9.2     |
| 7   | 12 | Maurice Trintignant | Vanwall VW2        | Scuderia Centro Sud       | 4:22.8 | +13.0    |
| 8   | 6  | Paul Frère          | Ferrari-Lancia D50 | Scuderia Ferrari          | 4:23.8 | +14.0    |
| 9   | 34 | Cesare Perdisa      | Maserati 250F      | Officine Alfieri Maserati | 4:35.7 | +25.9    |
| 10  | 24 | Louis Rosier        | Maserati 250F      | Ecurie Rosier             | 4:35.9 | +26.1    |
| 11  | 22 | Luigi Villoresi     | Maserati 250F      | Scuderia Centro Sud       | 4:37.7 | +27.9    |
| 12  | 28 | Piero Scotti        | Connaught-Alta     | Piero Scotti              | 4:41.9 | +32.1    |
| 13  | 38 | Mike Hawthorn       | Maserati 250F      | Owen Racing Organisation  | 4:48.9 | +39.1    |
| 14  | 36 | Paco Godia          | Maserati 250F      | Officine Alfieri Maserati | 4:49.8 | +40.0    |
| 15  | 26 | Horace Gould        | Maserati 250F      | Goulds' Garage (Bristol)  | 4:50.4 | +40.5    |
| 16  | 20 | André Pilette       | Ferrari-Lancia D50 | Scuderia Ferrari          | 4:51.9 | +42.1    |

## Gara
| Pos | N° | Pilota                       | Auto           | Giri | Tempo/Causa Ritiro | Pos. griglia | Punti |
| --- | -- | ---------------------------- | -------------- | ---- | ------------------ | ------------ | ----- |
| 1   | 8  | Peter Collins                | Ferrari        | 36   | 2:40:00.3          | 3            | 8     |
| 2   | 6  | Paul Frère                   | Ferrari        | 36   | +1:51.3            | 8            | 6     |
| 3   | 34 | Cesare Perdisa Stirling Moss | Maserati       | 36   | +3:16.6            | 9            | 2 3   |
| 4   | 10 | Harry Schell                 | Vanwall        | 35   | +1 Giro            | 6            | 3     |
| 5   | 22 | Luigi Villoresi              | Maserati       | 34   | +2 Giri            | 11           | 2     |
| 6   | 20 | André Pilette                | Ferrari        | 33   | +3 Giri            | 16           |       |
| 7   | 32 | Jean Behra                   | Maserati       | 33   | +3 Giri            | 4            |       |
| 8   | 24 | Louis Rosier                 | Maserati       | 33   | +3 Giri            | 10           |       |
| Ret | 2  | Juan Manuel Fangio           | Ferrari        | 23   | Trasmissione       | 1            |       |
| Ret | 12 | Maurice Trintignant          | Vanwall        | 11   | Sistema carburante | 7            |       |
| Ret | 30 | Stirling Moss                | Maserati       | 10   | Ruota              | 2            |       |
| Ret | 4  | Eugenio Castellotti          | Ferrari        | 10   | Trasmissione       | 5            |       |
| Ret | 28 | Piero Scotti                 | Connaught-Alta | 10   | Motore             | 12           |       |
| Ret | 26 | Horace Gould                 | Maserati       | 2    | Cambio             | 15           |       |
| Ret | 36 | Paco Godia                   | Maserati       | 0    | Incidente          | 14           |       |
| DNS | 38 | Mike Hawthorn                | Maserati       | 0    | Non partito        | 13           |       |

## Statistiche

### Piloti
- 1ª vittoria per Peter Collins
- 1° e unico podio per Paul Frère
- 2º e ultimo podio per Cesare Perdisa
- 1° e unico Gran Premio per Piero Scotti
- Ultimo Gran Premio per Paul Frère

### Costruttori
- 22° vittoria per la Ferrari
- 70° podio per la Ferrari

### Motori
- 22ª vittoria per il motore Ferrari  (in realtà questo è un Motore V8 costruito dalla Lancia e andrebbe conteggiato Lancia)
- 70° podio per il motore Ferrari  (in realtà questo è un Motore V8 costruito dalla Lancia e andrebbe conteggiato Lancia)

### Giri al comando
- Stirling Moss (1-4)
- Juan Manuel Fangio (5-23)
- Peter Collins (24-36)

## Classifica Mondiale
| Pos | Pilota                  | Punti |
| --- | ----------------------- | ----- |
| 1   | Stirling Moss           | 11    |
|     | Peter Collins           | 11    |
| 3   | Jean Behra              | 10    |
| 4   | Juan Manuel Fangio      | 9     |
| 5   | Pat Flaherty            | 8     |
| 6   | Sam Hanks               | 6     |
|     | Paul Frère              | 6     |
| 8   | Mike Hawthorn           | 4     |
|     | Don Freeland            | 4     |
|     | Luigi Musso             | 4     |
| 11  | Harry Schell            | 3     |
|     | Johnnie Parsons         | 3     |
| 13  | Hernando da Silva Ramos | 2     |
|     | Luigi Villoresi         | 2     |
|     | Dick Rathmann           | 2     |
|     | Cesare Perdisa          | 2     |
|     | Olivier Gendebien       | 2     |
| 18  | Chico Landi             | 1.5   |
|     | Eugenio Castellotti     | 1.5   |
|     | Gerino Gerini           | 1.5   |
| 21  | Paul Russo              | 1     |